# Caenohalictus mourei
Caenohalictus mourei is een vliesvleugelig insect uit de familie Halictidae. De wetenschappelijke naam van de soort is voor het eerst geldig gepubliceerd in 2004 door M. C. de Almeida & Laroca.